# It's That Girl
It's That Girl è una raccolta di video musicali promozionale della cantautrice statunitense Madonna pubblicata nel Regno Unito nel 1987 per promuovere il Who's That Girl World Tour.

## Formato
It's That Girl è stato pubblicato in VHS e in musicassetta, ed entrambi i formati sono stati confezionati con un cartoncino bianco raffigurante una fotografia dell'album You Can Dance.

## Tracce VHS
1. Holiday (Top of the Pops)
2. Lucky Star
3. Like a Virgin
4. Material Girl
5. Into the Groove
6. Angel
7. Dress You Up
8. Borderline
9. Live to Tell
10. Papa Don't Preach
11. True Blue
12. Open Your Heart
13. La isla bonita
14. Who's That Girl

## Tracce album
1. Holiday (Edit)
2. Lucky Star (Edit)
3. Like a Virgin
4. Material Girl
5. Into the Groove
6. Angel
7. Dress You Up
8. Borderline (Edit)
9. Live to Tell (Edit)
10. Papa Don't Preach
11. True Blue (Remix)
12. Open Your Heart (Remix)
13. La isla bonita (Remix)
14. Who's That Girl